# Mesopsis laticornis
Mesopsis laticornis är en insektsart som först beskrevs av Krauss 1877.  Mesopsis laticornis ingår i släktet Mesopsis och familjen gräshoppor. Inga underarter finns listade i Catalogue of Life.